# イラクのお尋ね者トランプカード

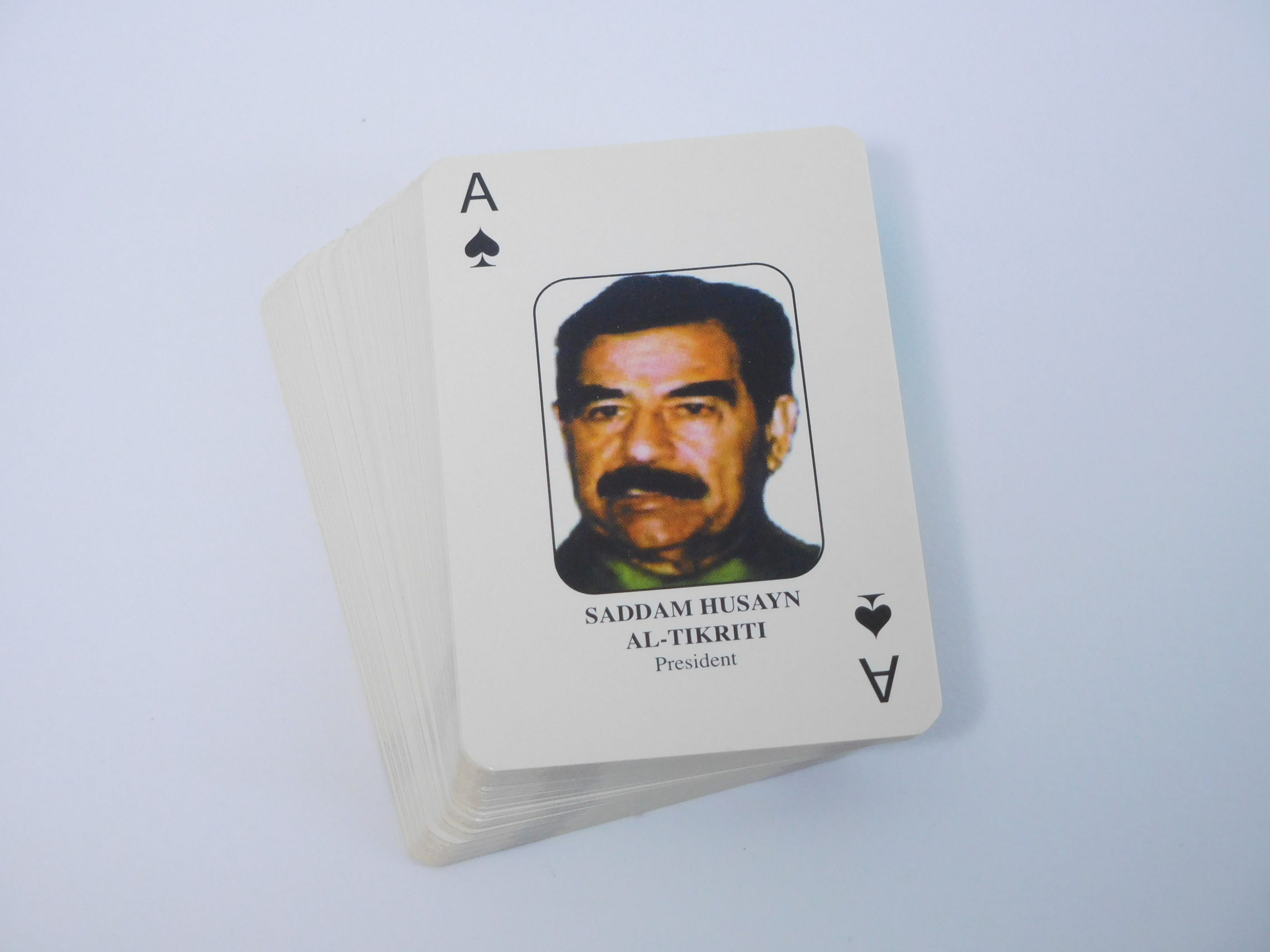
サッダーム・フセイン（スペードのエース）

イラクのお尋ね者トランプカード（イラクのおたずねものトランプカード）とは、2003年におけるアメリカ合衆国および有志連合国によるイラク侵攻において、兵士らがサッダーム・フセイン政権のお尋ね者やバアス党の幹部や革命指導評議会のメンバーを特定するのに助けとなるようアメリカ軍が開発したトランプセットである。

## カードについて
それぞれのカードにはお尋ね者の名前、写真（入手可能な者のみ）、肩書が記されている。エース、キングなど、もっとも高いランクのカードは、お尋ね者リスト（U.S. list of most-wanted Iraqis）の上位の人物に使われた。スペードのエースはサッダーム・フセイン、クラブ及びハートのエースはそれぞれ彼の息子クサイとウダイであり、ダイヤのエースはサッダームの大統領秘書官アービド・ハーミド・マフムードである。作成当初はカードの順番は前述のお尋ね者リストの順番と完全には一致していなかったが、2003年後半にお尋ね者リストの方の順番が入れ替えられ、カードの順番とほぼ一致するようになった。
このようなトランプカードは南北戦争時から使用されている。第二次世界大戦に陸軍航空隊が作ったものにはドイツと日本の戦闘機のシルエットが印刷され、現在では数百ドルの価値がある。朝鮮戦争でもこのようなカードが作られた。兵士は暇をつぶすためによくトランプをし、ゲームの間にお尋ね者の名前や顔や肩書を見たりすることは、兵が戦場でお尋ね者に遭遇したときに助けになる。（アメリカ国防情報局による説明）
このトランプは、2003年の4月11日に、中央軍の作戦副司令官のVincent Brooks陸軍准将による記者会見で初めて公に発表された。その晩、ヒューストンの実業家Max Hodgesは、国防総省のウェブサーバからトランプのための高画質の画像ファイルを発見し、ダウンロードした。翌日ファイルがウェブサーバから消えたことに気づいて、彼はカードを複製できるPDF形式で提供する、最初のeBayの売り手になった 。彼は約4000ドルで1000組のトランプを印刷する契約をGemaco Playing Card Companyと速やかに結び、印刷が終わる前にeBay、Amazon.com、彼自身のウェブサイトでトランプを売り出し始めた。4ドルのトランプの早い時期でのオークションがすぐに120ドル以上に高騰したとき 、ほかのeBayユーザが便乗し、彼ら自身が売り出すためにトランプを印刷したり注文したりするようになるまで時間はかからなかった。たった数日で何百人もの売り手が出現し、価格は1組あたり数ドルにまで下降した。
記者会見から数時間のうちに、ニューヨークの企業家はこのカードを販売するためのウェブサイト BaghdadRummy.com（Rummyとは当時の国防長官ラムズフェルドのニックネームとトランプゲームのラミーをかけたもの）を立ち上げ、のちにほかの実業家たちによって同様のウェブサイトが数十個誕生した。
テキサスのLiberty Playing Card Co.は、クウェートのアメリカ大使館よりトランプを製造するよう注文を受け、「政府の正式な契約者」であることを自称し、すぐに国内市場での供給者として人気の高いものの一つとなった。アメリカ軍はうっかりジョーカーに「Hoyle」ブランドのトランプのジョーカーの絵柄を含めてしまい、これはオハイオ州のシンシナティにあるU.Sプレイング・カード社に商標登録されていた。U.Sプレイング・カード社は政府がその絵柄を使用することには抗議しなかったが、他の企業がその絵柄を使用することには抗議した。従って、そのジョーカーの絵柄が正規品であるための要件と考えるなら、ある意味、アメリカ軍ははからずもU.Sプレイング・カード社に正規品の独占的製造権を与えたことになる。
このトランプからは様々な模造品やパロディが生まれた。例えばブッシュ政権や共和党のメンバーが載っているもの、 著名なリベラリストや民主党の党員を載せたものがある。 また、後の大統領選挙を記念するトランプも作られた。そのうちの一つであるPresidential Poker  は各スートを政治的な視点（積極的な共和党員、消極的な共和党員、積極的な民主党員、消極的な民主党員）に対応させたもので、2004年の大統領選挙での論争を風刺するポーカーの独自のルールが付いてくる。
ブッシュ政権がイラクに夢中になるあまり、ウサーマ・ビン＝ラーディンやアルカーイダへの視点を見失っているとする批判がある。この立場を取る者はしばしばその例として、政府がアルカーイダの幹部を使ったこのようなトランプを作っていないことを指摘する。
このトランプはエフェメラの好例である。なぜならいずれ近いうちに当初の目的は失われ、好奇の目も消え、歴史上の大きな出来事に関する独特な印刷された証拠品になるからである。

## トランプカード

### スペード
- エース ♠: サッダーム・フセイン, 大統領 (#1)2006年絞首刑となった。
- キング ♠: アリー・ハサン・アル＝マジード, サッダーム・フセインの従兄弟/大統領顧問/革命指導評議会メンバー "ケミカル・アリ"としてより知られている。 (#5)2010年絞首刑となった。
- クイーン ♠: ムハンマド・ハムザ・アッ＝ズバイディー, 元首相 (#9、最初は#18)2005年訴追中癌により亡くなる。
- ジャック ♠: イブラーヒーム・アフマド・アブドゥル＝サッタール・ムハンマド, 参謀総長 (#13、最初は#11)2010年に肺癌で死去。
- 10 ♠: ハーミド・ラジャー・サラーフ, 空軍総司令官 (#17、最初は#15)2007年釈放。
- 9 ♠: ルーカーン・ラズーキー・アブドゥル＝ガフール・スライマーン・アル＝マジード, 大統領府部族問題事務局長 大統領ボディーガード (#21、最初は#39)。2003年に米軍の空爆で死亡。
- 8 ♠: ターリク・ミハイル・アズィーズ, 副首相 (#25、最初は#43)2003年投降、2015年獄死。
- 7 ♠: マフムード・ズィヤーブ・アル＝アフマド, 内務相 (#29、最初は#46)2003年投降。釈放
- 6 ♠: アーミル・ラーシド・ムハンマド, 大統領顧問/元石油相 (#33、最初は#47)2003年投降。釈放
- 5 ♠: ワトバーン・イブラーヒーム・ハサン, サッダーム・フセインの異父弟、大統領顧問 (#37、最初は#51)2003年逮捕。2015年獄死。
- 4 ♠: ムハンマド・ズィマーム・アッ＝サアドゥーン, バアス党タミーム県党支部長 (#41、最初は#23)2004年逮捕、終身刑で服役中。
- 3 ♠: サアド・アブドゥルマジード・アル＝ファイサル・アッ＝ティクリーティー, バアス党サラーフッディーン県党支部長 (#55、最初は#36)2006年釈放。
- 2 ♠: ラシード・タアーン・カーズィム（英語版）, バアス党アンバール県党支部長 (#49、最初は#30)現在逃走中。

### クラブ
- エース ♣: クサイ・サッダーム・フセイン, サッダーム・フセインの次男 (#2).銃撃戦の結果死亡。
- キング ♣: イッザト・イブラーヒーム, 革命指導評議会副議長 (#6).2020年死去。
- クイーン ♣: カマール・ムスタファー・アブドゥッラー・スルターン（英語版）, 共和国防衛隊事務局長 (#10、最初は#8)2003年逮捕。
- ジャック ♣: サイフッディーン・フライイフ・ハサン・ターハー・アッ＝ラーウィー, 共和国防衛隊参謀長 (#14、最初は#12)2003年5月に投降。
- 10 ♣: ラティーフ・ジャースィム・アッ＝ドゥライミー, 党軍事局副議長(#18、最初は#37)2003年逮捕。禁錮7年。
- 9 ♣: ジャマール・ムスタファー・アブドゥッラー・スルターン（英語版）, 元大統領府部族問題局副局長 (#22、最初は#40)2003年逮捕。
- 8 ♣: ワリード・ハーミド・タウフィーク・アッ＝ティクリーティー（英語版）, バスラ県知事 (#26、最初は#44)2003年逮捕。2020年釈放。
- 7 ♣: イヤード・アッ＝ラーウィー（英語版）, アル＝クドゥス軍参謀長 (#30、最初は#20)2003年逮捕。2018年獄死。
- 6 ♣: フサーム・ムハンマド・アミーン・アル＝ヤースィーン（英語版）, 国家監視局長 (#34、最初は#49)2005年釈放。
- 5 ♣: バルザーン・イブラーヒーム・ハサン, サッダーム・フセインの異父弟、情報機関長官、大統領顧問 (#38、最初は#52).2007年絞首刑となった。
- 4 ♣: サミール・アブドゥルアズィーズ・アン＝ナージム（英語版）, バアス党バグダード県ルサーファ地区党支部長(#42、最初は#24)2003年逮捕。
- 3 ♣: サイフッディーン・アル＝マシュハダーニー（アラビア語版）, バアス党ムサンナー県党支部長 (#46、最初は#27)2013年釈放。2014年「イスラーム国」によって殺害。
- 2 ♣: ウグラ・アービド・サクル・アル＝クバイスィー（アラビア語版）, バアス党マイサーン県党支部長 (#50、最初は#31)2012年釈放。

### ハート
- エース ♥: ウダイ・サッダーム・フセイン, サッダーム・フセインの長男 (#3).銃撃戦の結果死亡
- キング ♥: ハーニー・アブドゥッラティーフ・アッ＝ティクリーティー（英語版）, 特別治安機関副長官 (#7)2004年逮捕。
- クイーン ♥: バルザーン・アブドゥルガフール・スライマーン・アル＝マジード（英語版）, 特別共和国防衛隊司令官 (#11、最初は#9)2003年逮捕。
- ジャック ♥: ラーフィウ・アブドゥッラティーフ・アッ＝ティクリーティー（英語版）, 総合治安局長 (#15、最初は#13)現在逃走中。
- 10 ♥: アブドゥッタゥワーブ・ムッラー・アル＝フワイシュ（英語版）, 副首相兼軍需相 (#19、最初は#16)2006年釈放。
- 9 ♥: ミズバーン・ハドル・ハーディー（英語版）, 革命指導評議会メンバー (#23、最初は#41)2003年逮捕、2010年獄死。
- 8 ♥: スルターン・ハーシム・アフマド・アッ＝ターイー, 国防相 (#27、最初は#19)2003年投降し釈放されたが、2004年裁判所の逮捕状請求により再逮捕。死刑判決が下るもジャラル・タラバニ大統領が反対し、刑執行の署名を拒否。2020年獄死。
- 7 ♥: ズハイル・ターリブ・アブドゥッ＝サッタール・アッ＝ナキーブ, 軍事情報局長(#31、最初は#21)2003年投降。
- 6 ♥: ムハンマド・マフディー・アッ＝サーリフ 貿易相 (#35、最初は#48)2003年逮捕。2009年無罪判決。
- 5 ♥: フダー･サーリフ・マフディー・アンマーシュ（英語版）,微生物学者。党貿易局長兼学生青年局長。ミセス炭疽菌として知られる。 (#39、最初は#53)2003年逮捕、2005年釈放。
- 4 ♥: フマーム・アブドゥルハーリク・アブドゥルガフール（英語版）,高等教育相兼科学研究相 (#43、最初は#54)2003年逮捕、2005年釈放。
- 3 ♥: ファーディル・マフムード・ガーリブ（アラビア語版）, バアス党バービル県党支部長 (#47、最初は#28)2003年逮捕、2005年釈放。
- 2 ♥: ガーズィー・ハンムード（アラビア語版）, バアス党ワーシト県党支部長 (#51、最初は#32)2003年逮捕、2005年釈放、2007年死亡。

### ダイヤ
- エース ♦: アービド・ハーミド・マフムード, 大統領秘書官 (#4)2003年逮捕、2012年死刑執行。
- キング ♦: アズィーズ・サーリフ・アッ＝ヌウマーン, 党地方組織局・南部局長(#8、最初は#17)2003年逮捕。2024年獄死。
- クイーン ♦: ムザーヒム・サアブ・ハサン, 防空軍司令官 (#12、最初は#10)2003年逮捕。2012年釈放。
- ジャック ♦: ターヒル・ジャリール・ハッブーシュ, 総合情報局長官 (#16、最初は#14)逃走中。
- 10 ♦: ターハー・ヤースィーン・ラマダーン, 副大統領/革命指導評議会メンバー (#20、最初は#38).2007年絞首刑となった。
- 9 ♦: ターハー・ムヒーウッディーン・マアルーフ, 副大統領/革命指導評議会メンバー (#24、最初は#42)2003年逮捕、すぐ釈放。2009年死亡。
- 8 ♦: ヒクマト・ミズバーン・イブラーヒーム・アッザーウィー, 副首相/財政相 (#28、最初は#45)2003年逮捕、2012年獄死。
- 7 ♦: アーミル・ハンムーディー・アッ＝サアディー（英語版）, 科学技術担当大統領顧問 (#32、最初は#55)2003年逮捕、2005年釈放。
- 6 ♦: サブアーウィー・イブラーヒーム・ハサン,サッダーム・フセインの異父弟/秘密警察長官/大統領顧問 (#36、最初は#50)2005年逮捕、2013年獄死。
- 5 ♦: アブドゥルバーキー・アブドゥルカリーム・アブドゥッラー（英語版）, バアス党ディヤーラー県党支部長 (#40、最初は#22)2015年逮捕
- 4 ♦: ヤヒヤー・アブドゥッラー・アル＝ウバイディー（英語版）, バアス党バスラ県党支部長 (#44、最初は#25)2003年殺害。
- 3 ♦: ムフスィン・ハドル・アル＝ハッファージ（アラビア語版）, バアス党カーディスィーヤ県党支部長 (#48、最初は#29)2004年逮捕。
- 2 ♦: アーディル・アブドゥッラー・マフディー（アラビア語版）, バアス党ディーカール県党支部長(#52、最初は#33)2003年逮捕、2005年釈放。

### ジョーカー
普通のジョーカー。写真ではない。